# Agdistis insidiatrix
Agdistis insidiatrix là một loài bướm đêm thuộc họ Pterophoridae. Nó được tìm thấy ở Yemen (Socotra) và Iran.